# Rosewood Abu Dhabi
La Rosewood Abu Dhabi est un gratte-ciel appartenant au complexe Sowwah Square à Abou Dabi. La tour est occupée par un hôtel et des résidences de tourisme. Elle s'élève à 140 mètres et compte 36 étages.